# Henri de Laborde de Monpezat

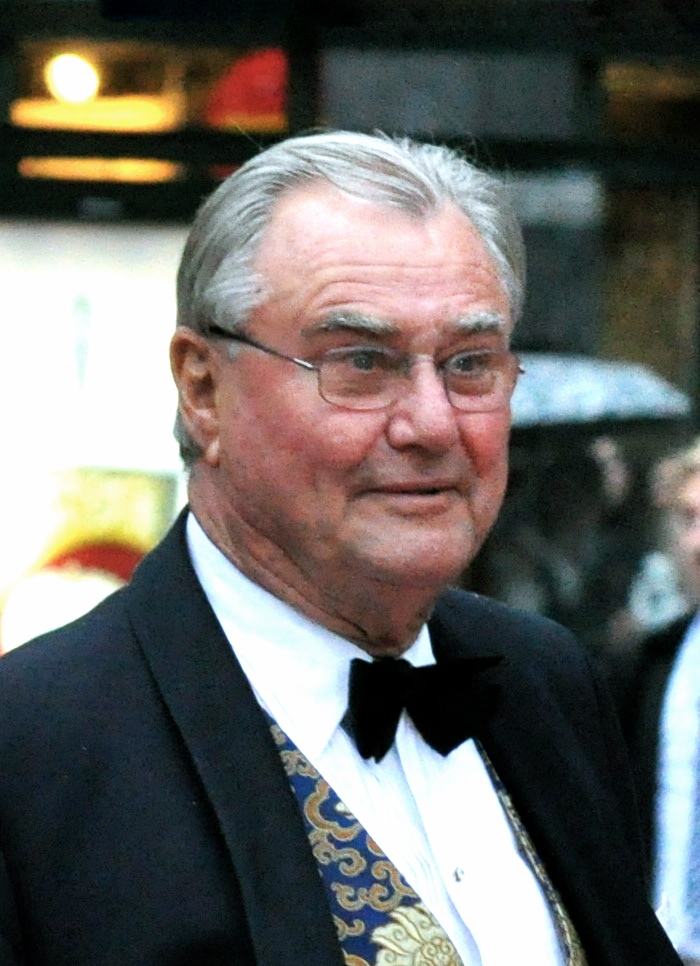
Prinz Henrik, 2010

Wappen von Prinzgemahl Henrik

Henri Marie Jean André de Laborde de Monpezat (* 11. Juni 1934 in Talence im Département Gironde, Frankreich; † 13. Februar 2018 auf Schloss Fredensborg), ab 1967 Prinz Henrik von Dänemark, war der Gemahl der dänischen Königin Margrethe II.

## Leben
Henri wurde als zweites von neun Kindern von André de Laborde de Monpezat (1907–1998) und Renée Doursenot (1908–2001) geboren. Er verbrachte seine ersten Jahre in Indochina, wo sein wohlhabender Vater einige Industrieunternehmen geerbt hatte. 1939 kehrte seine Familie nach Frankreich in das Stammhaus Le Cayrou in Cahors zurück. Henri ging bis 1947 zur Jesuiten-Klosterschule in Bordeaux und besuchte von 1948 bis 1950 das Gymnasium von Cahors. 1950 ging er nach Hanoi und war bis 1952 Schüler des französischen Gymnasiums in Hanoi. Von 1952 bis 1957 studierte er Jura und Staatslehre an der Pariser Sorbonne, dann französische Literatur, Chinesisch und Vietnamesisch an der École Nationale des Langues Orientales. Das Sprachstudium setzte er 1957 an der Universität Hongkong und 1958 mit einem Studienaufenthalt in Saigon fort.
Seine Wehrpflicht erfüllte er bei der Infanterie in Algerien von 1959 bis 1962.

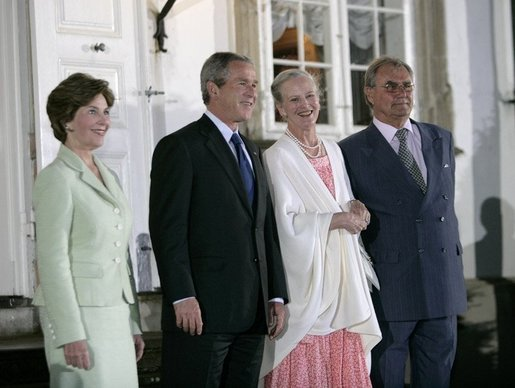
Prinz Henrik und Margrethe II. (rechts) mit George W. Bush und seiner Frau Laura auf Schloss Frederiksborg im Juli 2005

Als Sekretär der französischen Botschaft in London lernte Henri die dänische Kronprinzessin Margrethe kennen. Sie heirateten am 10. Juni 1967. Für die Ehe konvertierte er vom katholischen zum evangelisch-lutherischen Glauben, wurde dänischer Staatsbürger und nahm den Namen Prinz Henrik von Dänemark an (dänisch Henrik, Hans Kongelige Højhed Prinsgemalen; Titel H.K.H. Prins Henrik af Danmark). Gemeinsam haben sie die beiden Söhne König Frederik X. (* 1968) und Prinz Joachim (* 1969).
In einer Autobiografie äußerte sich Henrik über seine ersten Jahre in Dänemark:

„Wenige Monate nach meiner Ankunft wurde alles, was ich tat, kritisiert. Mein Dänisch war schwankend, ich bevorzugte Wein statt Bier, Seidenstrümpfe statt Stricksocken, Citroën statt Volvo, Tennis statt Fußball. Selbst für die Gauloises, die ich anstelle von Virginia-Tabak rauchte und die hierzulande den Ruf hatten, die Marke gesellschaftskritischer Intellektueller zu sein, konnte ich nicht auf Nachsicht hoffen. Ich war anders. Ich schien mit dieser Position zufrieden zu sein und mich nicht zu schämen. Das waren gleich zwei Fehler!“

Prinz Henrik war bis 2012 in seiner Freizeit Regattasegler in der Drachen-Klasse. Zudem war der Prinzgemahl ein bekennender Weinliebhaber und produzierte in den Weinbergen von Château de Cayx bei Cahors eigene Keltertrauben. Er engagierte sich für den Naturschutz und war Präsident des WWF Dänemark. Prinz Henrik schrieb Gedichte, die auf ein geteiltes Echo stießen.
Prinz Henrik kritisierte öffentlich die Diskriminierung von Ehemännern regierender Königinnen. Er hoffe, Männer würden die gleichen Rechte erhalten wie Mädchen, ließ er die Zeitung Ekstra Bladet 2009 wissen, nachdem eine Volksabstimmung den Vorrang von Prinzen vor ihren Schwestern abgeschafft hatte. 2015 wiederholte er in Le Figaro seine Forderung nach mehr protokollarischer Gleichstellung im Königshaus und brachte den Titel „Königgemahl“ ins Spiel.
2016 zog er sich weitgehend von seinen repräsentativen Aufgaben zurück und legte dabei auch den Titel Prinzgemahl ab. Zahlreiche Schirmherrschaften behielt er aber bei. Anfang August 2017 gab das dänische Königshaus bekannt, dass im Gegensatz zu früheren Plänen Prinz Henrik nicht wie geplant neben seiner Frau im Dom zu Roskilde begraben werden möchte.
Genau vier Wochen nach dieser Mitteilung gab das dänische Königshaus bekannt, dass Prinz Henrik ernsthaft erkrankt sei. Ein Team von Spezialisten des Rigshospitalet, welches ihn im Spätsommer untersucht hatte, war zu dem Schluss gekommen, dass er an Demenz erkrankt sei. Angekündigt wurde ebenfalls, dass Prinz Henrik aufgrund der Erkrankung im entsprechenden Ausmaß Ehrenämter und Schirmherrschaften niederlegen werde. Ende Januar 2018 wurde er erneut ins Krankenhaus eingeliefert, wo ein gutartiger Lungentumor entdeckt wurde. Er starb am 13. Februar 2018 auf Schloss Fredensborg. Er wurde 83 Jahre alt.

## Schirmherrschaften und gemeinnützige Aktivitäten
Prinz Henrik engagierte sich in zahlreichen Organisationen, die wirtschaftliche, wissenschaftliche, kulturelle, ökologische und soziale Interessen fördern. Neben seiner Präsidentschaft im WWF Dänemark war er Vorsitzender verschiedener Stiftungen und Komitees. Außerdem war Prinz Henrik Vorstandsmitglied der königlich-dänischen Sammlung, die mehrere Museen umfasst, sowie der Stiftung Dronning Margrethes og Prins Henriks Fond, die wissenschaftliche, kulturelle und soziale Projekte fördert. Darüber hinaus war Prinz Henrik Schirmherr von rund 70 Organisationen. Dazu gehörten die dänisch-französische Handelsgesellschaft, das Albert Schweitzer-Komitee Dänemark, die Handwerks- und Industriemesse, das dänische Rote Kreuz, das dänisch-chinesische Wirtschaftsforum u. v. a.

## Künstlerische Aktivitäten
Unter dem Pseudonym H. M. Vejerbjerg übersetzte Prinz Henrik gemeinsam mit Königin Margrethe 1981 den Roman Tous les hommes sont mortels von Simone de Beauvoir ins Dänische (Alle mennesker er dødelige „Alle Menschen sind sterblich“).

### Lyrik
Henrik veröffentlichte mehrere Gedichtbände:
- Chemin faisant (1982)
- Cantabile (2000)
- Les escargots de Marie Lanceline (2003)
- Murmures de vent (2005)
- Les bleues à l’âme – TARNIMI TUNGUJORTUT – Blå mærker på sjælen (2009) auf Französisch, Grönländisch und Dänisch
- Roue-Libre (dän. Frihjul, 2010) mit Illustrationen von Königin Margrethe und Maja Lisa Engelhardt
- Fabula (2011) mit Fotografien seiner eigenen Skulpturen
- Dans mes nuits sereines (2013; dän. I mine lykkelige nætter, 2014)

Frederik Magles sinfonische Suite Cantabile basiert auf dem gleichnamigen Gedichtband von Prinz Henrik.
Prinz Henrik sagte über das Schreiben von Poesie:

„Ich sehe Poesie als Möglichkeit sich zu vertiefen, in einer oberflächlichen Zeit, geprägt von Nachrichten und Unterhaltung, die uns wurzel- und rastlos werden lassen. Poesie führt uns näher an das wahre Wesen der Welt heran, in der Poesie kann man sich den ewigen Fragen um Liebe, Einsamkeit und Tod nähern.“

### Kulinarik
Prinz Henrik veröffentlichte auch mehrere Kochbücher:
- Ikke Altid Gåselever (1999)
- Til glæde for ganen – nye opskrifter til et kongeligt køkken (2005)
- mit Barbara Zalewski: Helt magnifique – franske kokke ved det danske hof (2007)

### Bildhauerei

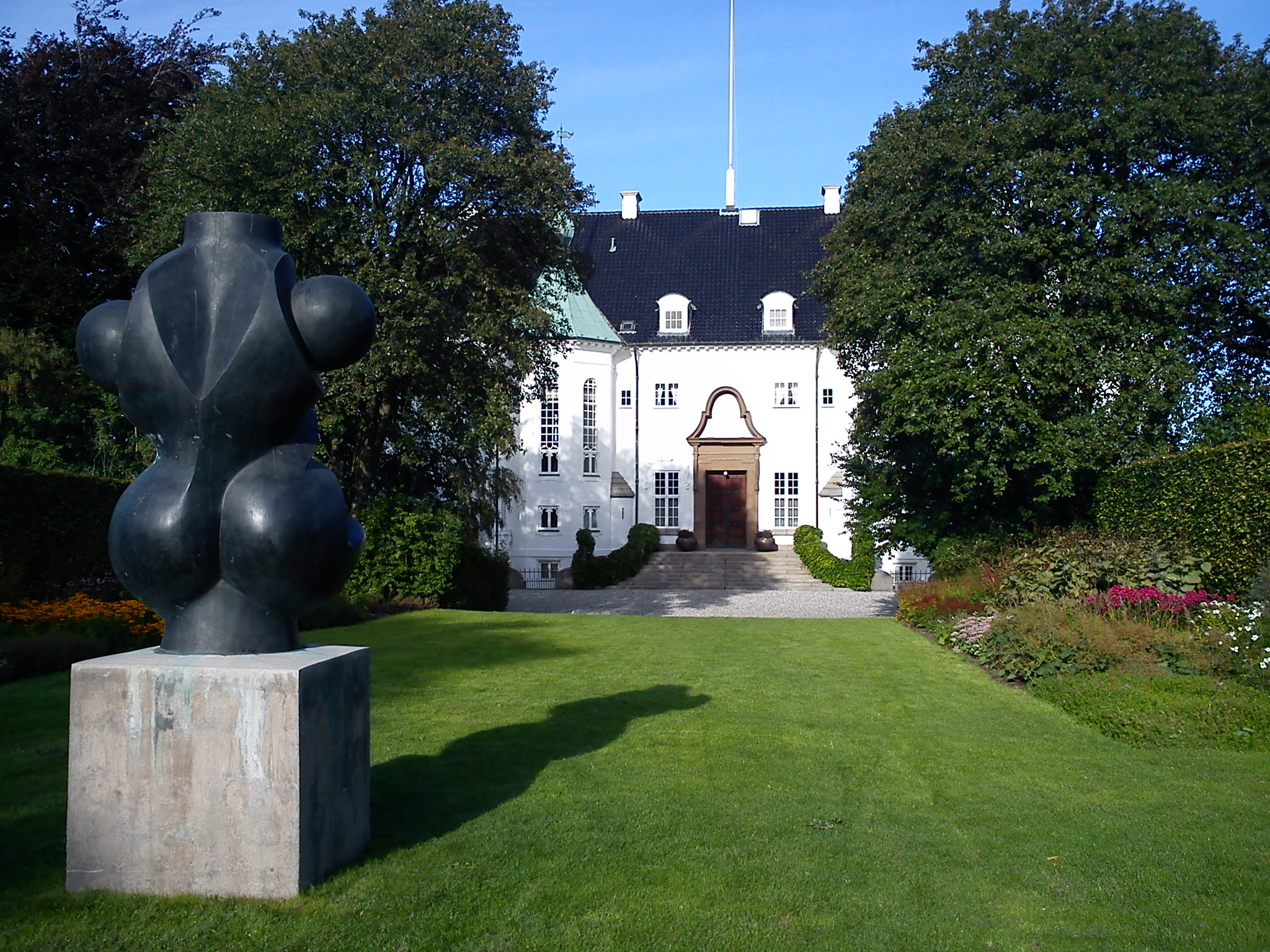
Skulptur Torso von Prinz Henrik im Park von Schloss Marselisborg

Prinz Henrik studierte in den 1970er-Jahren bei dem Bildhauer Poul Holm Olsen. Es entstand eine Reihe von kleinen Fabeltieren und abstrakten Figuren. Eines der Werke, ein abstrakter Frauentorso, wurde im Skulpturenpark des Schlosses Marselisborg aufgestellt. Die Zeitung Jyllands-Posten lud im Jahr 2002 Jens Erik Sørensen, den Direktor des ARoS Aarhus Kunstmuseums, zu einem Rundgang ein. Ohne zu wissen, wer der Künstler war, beschrieb dieser das Werk: „Eine verwunderliche Verbindung von klassik-antik und etwas roboterähnlicher Science Fiction. Es ist nicht ein Winkel uninteressant. Auch ist es eine Skulptur, die sich nicht so leicht erschließt. Sie erfordert viel Nachdenken, um sie in ihrer Gesamtheit zu verstehen.“ Er erinnerte sich später an die Skulptur und stellte sie im Jahr 2009 in der Ausstellung Sculpture by the Sea in Århus aus. Dies war die Feuertaufe für Prinz Henrik als Bildhauer, und er erntete harsche Kritik aus der etablierten Kunstszene. Später wurde eine Reihe der kleineren Skulpturen in Bronze gegossen und vorzugsweise in den königlichen Schlossparks aufgestellt. Das Porträt von Königin Margrethe II. mit dem Titel Dronning steht öffentlich zugänglich am See der königlichen Sommerresidenz in Schloss Gravenstein. 2015 verkaufte Prinz Henrik zum ersten Mal eine Bronzeskulptur mit dem Titel Fabeltier (dänisch Fabeldyret). Im Juli desselben Jahres präsentierte Prinz Henrik seine erste große Soloausstellung in der Galerie Augustiana im Schloss Augustenborg auf der Insel Alsen.
Am 16. Juli 2016 enthüllte Prinz Henrik eine neue große Skulptur Torso Maskulin in Tondern nahe dem Rathaus.

### Musik
Prinz Henrik war ein sehr guter Pianist. Am 8. März 1970 spielte er den 2. Satz von Beethovens Klavierkonzert Nr. 3 mit der Königlichen Kapelle Kopenhagen, dirigiert von seinem Schwiegervater König Frederik IX. Zur Eröffnung des Konzerthauses des Dänischen Rundfunks (Dansk Radio Koncerthuset) im Januar 2009 dirigierte Prinz Henrik das Symphonieorchester des Dänischen Rundfunks (DR Radiosymfoniorkestret).
Im Jahr 2013 unternahm er eine unkonventionelle Zusammenarbeit mit der Rockband Michael Learns to Rock. Er spielte Klavier in einer Aufnahme für die Nummer Echo.
Prinz Henrik komponierte auch kleine Stücke, unter anderem für Jagdhorn.

### Kunstsammler
Prinz Henrik trug über mehrere Jahrzehnte eine umfangreiche private Sammlung orientalischer Jadekunst zusammen. Die mehrere Tausend Teile umfassende Sammlung ist verteilt auf die königlichen Schlösser Fredensborg, Amalienborg und seinen Stammsitz Château de Cayx in Frankreich. Im Museum Koldinghus in Kolding präsentierte Prinz Henrik 2017 seine Sammlung persönlich der Öffentlichkeit unter dem Titel Himmelssteine.